# Fábrica Tesla de México
La Gigafábrica 6 de Tesla (también Gigafactory 6) o Giga México, era una fábrica propuesta para Tesla, Inc. que se construiría en Monterrey, Nuevo León, México.
La instalación fue anunciada oficialmente por el presidente del país, Andrés Manuel López Obrador, el 28 de febrero de 2023. Al día siguiente, en el Tesla Investor Day, el CEO Elon Musk confirmó que la instalación se usaría para construir el vehículo de próxima generación de Tesla y los vehículos posteriores en la misma plataforma.

## Historia
El 22 de octubre de 2022, Elon Musk fue visto en una reunión con funcionarios estatales del Gobierno de Nuevo León en Monterrey, incluyendo al Gobernador del Estado Samuel García. Desde ese entonces, se rumoreó que la reunión trataba sobre la posible construcción de una nueva planta de Tesla, Inc. en el municipio de Santa Catarina.
En julio de 2023, Samuel García anunció que los permisos para la fábrica estaban casi listos para ser emitidos y dijo que esperaba que la construcción comenzara pronto. Tesla esperaba entonces que la construcción de la instalación tardaría entre 12 y 15 meses, y había dicho a los proveedores que esperaran que la planta abriera en el primer trimestre de 2025. En agosto de 2023, el trabajo de preparación apenas había terminado. Se inició en el sitio la construcción de un camino de acceso a la propiedad desde la carretera. Tesla recibió permisos de impacto ambiental para el proyecto en septiembre de ese mismo año, con el requisito de que la construcción se completara en 26 meses (osease, hasta noviembre de 2025).
En septiembre de 2023, varios proveedores de Tesla indicaron que no se esperaba que la producción comenzara hasta 2026 o 2027 y, por lo tanto, algunos proveedores estaban retrasando sus propios planes para construir nuevas instalaciones en el país para respaldar la línea de suministro de Tesla en Nuevo León.
Tesla solicitó en octubre de 2023 que el gobierno neoleonés comenzara a construir infraestructura eléctrica, hidráulica, vial y ferroviaria para dar servicio a la fábrica.